# 東光デパート
東光デパート（とうこうでぱーと）は、岩手県一関市大町にあった日本の百貨店である。

## 歴史・概要
伊藤新右衛門が発起人となって、1956年（昭和31年）12月に岩手県一関市大町に資本金4000万円で「株式会社 東光デパート」を設立し、同月16日に「東光デパート」を開設したのが始まりである。一関では「千葉久」や「福原」と共に一関の三大百貨店などと称された。
1957年（昭和32年）3月4日に東北銀行一関支店が当店内に移転した。
1959年（昭和34年）10月に資本金を4500万円に増資した。
1967年（昭和42年）12月31日に取灰の余熱による発火で鉄筋コンクリート造地上5階建ての建物が全焼し、一時閉店に追い込まれた。
1969年（昭和44年）10月10日に店舗を新築して再開店した。
しかし、この店舗再開の投資による負担や一関での競合する大型店の出店が相次いだこともあり、業績が伸び悩むことになった。
その結果1977年（昭和52年）8月期に年商12億6000万円で約2億1000万円の累積損失を抱え込むことになった。
そうした経営難からの脱却を目指してエンドーチェーンと資本・業務提携の交渉を進めていたが、経営陣の一部が反対したことから、実現しなかった。
1978年（昭和53年）11月3日に約2900万円の不渡手形を出し、同月17日に盛岡地方裁判所一関支部に会社更生法の適用を申請して破綻した。負債総額約10億円。
ところが、1979年（昭和54年）2月2日に和議による解決を図るため会社更生法の適用取下げを申請し、同月16日に会社更生法の取下げ許可を受け、和議申請と財産保全処分を申請した。
そして、同年3月13日に三春屋と業務提携に正式に調印して再建を目指すことになり、同年5月11日に盛岡地方裁判所一関支部が和議手続きの開始を決定し、同年6月29日に盛岡地方裁判所一関支部により和議認可が決定された。
1981年（昭和56年）に三春屋が当社をダイエーに譲渡したことから、同社の傘下に入った。
そして、当社が移転・増床する形で一関市の区画整理事業で建設される「一関ショッピングセンター2号館」へ出店する計画が進められ、「一関ダイエー」が出店した。
その後、2002年（平成14年）5月31日にダイエー一関店が閉店。閉店後は引き続き東北銀行一関支店とパチンコ店「NICE」は営業を続けたほか、店舗跡がダイエーから一関市に無償譲渡されたため、地元の出資で2005年（平成17年）6月に設立された一関まちづくり株式会社が 後継テナントとして7月21日に食品などを販売する「新鮮館おおまち」を1階にオープンした。さらに、公設民営方式のコミュニティFM局一関コミュニティFM（愛称はFMあすも）が旧ダイエー一関店に入居、2012年（平成24年）4月29日に開局した。

## 年表
- 1956年（昭和31年）
  - 12月 - 岩手県一関市大町に資本金4000万円で「株式会社 東光デパート」を設立[4]。
  - 12月16日 - 「東光デパート」を開設[7]。
- 1957年（昭和32年）3月4日 - 東北銀行一関支店が当店内に移転[13]。
- 1959年（昭和34年）10月 - 資本金を4500万円に増資した[7]。
- 1967年（昭和42年）12月31日 - 取灰の余熱による発火で鉄筋コンクリート造地上5階建ての建物が全焼し[14]、一時閉店[5]。
- 1969年（昭和44年）10月10日 - 店舗を新築して再開店[15]。
- 1978年（昭和53年）
  - 11月3日 - 約2900万円の不渡手形が発生[16]。
  - 11月17日 - 盛岡地方裁判所一関支部に会社更生法の適用を申請して破綻[17]。負債総額約10億円[18]。
- 1979年（昭和54年）
  - 2月2日 - 会社更生法の適用取下げを申請[19]。
  - 2月16日 - 会社更生法の取下げ許可を受け、和議申請と財産保全処分を申請[19]。
  - 3月13日 - 三春屋と業務提携に正式に調印[19]。
  - 5月11日 - 盛岡地方裁判所一関支部が和議手続きの開始を決定[20]。
  - 6月29日 - 盛岡地方裁判所一関支部が和議の認可を決定[21]。
- 1981年（昭和56年） - 三春屋が当社を譲渡したことから、ダイエー傘下に入る[22]。